# Loupes
Loupes település Franciaországban, Gironde megyében. Lakosainak száma 940 fő (2022. január 1.). Loupes Sallebœuf, Bonnetan, Camarsac, Lignan-de-Bordeaux és Sadirac községekkel határos.

## Népesség
A település népességének változása:
| Lakosok száma | 171  | 291  | 348  | 570  | 706  | 746  | 795  | 834  | 884  | 940  |
|               | 1968 | 1982 | 1990 | 2006 | 2013 | 2015 | 2017 | 2019 | 2020 | 2022 |